# Open Hub
Open Hub, antiguamente llamado Ohloh, es un sitio web que provee conjuntos de servicios web y plataforma para comunidades virtuales que tiene por objeto el mapear el paisaje del desarrollo código abierto. Fue fundada por los exdirectores de Microsoft, Jason Allen y Scott Collison en 2004 y se unió por el promotor Robin Luckey. Fue adquirida por SourceForge el 28 de mayo de 2009. Para mayo de 2016, el sitio indexaba unos 670 mil proyectos de código abierto y 3.8 millones de colaboradores, totalizando unos 34 billones de líneas de código.

## Historia
En mayo de 2009, Ohloh fue adquirida por Geeknet, propietarios de la popular plataforma de desarrollo SourceForge. Geeknet vendió luego Ohloh a la compañía especializada en análisis open source Black Duck Software en octubre de 2010. Black Duck integró las funcionalidades de  Ohloh con sus productos existentes, para convertir el sitio en uno de los mayores recursos en el desarrollo FOSS.
En julio de 2014, Ohloh se convierte en Black Duck Open Hub.
En agosto de 2014, Black Duck Open Hub deja el estado beta y lanza la versión 1.0.

## Diseño
Al recuperar datos de los repositorios de control de versiones (como CVS, SVN, o Git), Ohloh proporciona estadísticas acerca de la longevidad de los proyectos, sus licencias (incluida la licencia conflicto información) y las cifras de software, como líneas de código fuente y las estadísticas de los Commit. El codebase history informa sobre la cantidad de actividad para cada proyecto. Software stacks (lista de aplicaciones de software utilizadas por los miembros del Ohloh) y las etiquetas se utilizan para calcular la similitud entre los proyectos.
Las estadísticas globales por lenguaje para  medir la popularidad de determinados lenguajes de programación desde principios de los años 1990.  Las estadísticas mundiales en todos los proyectos en Ohloh también se han utilizado para identificar aquellos con la más amplia revisión continua de control de historias.
Las estadísticas de contribuidor también están disponibles, la medición de los desarrolladores con experiencia de código abierto como observables en el código ha suministrado a los repositores de control de versiones. Características de la red Social (kudos) se han introducido para permitir a los usuarios evaluar a los contribuyentes de código abierto. Ofrece un KudoRank para cada usuario y contribuyente código abierto en una escala de 1 a 10, se extraen automáticamente de todos los kudos en el sistema. La idea de medir los desarrolladores de código abierto sus aptitudes y la productividad sobre la base de estadísticas de los commit o calificación mutua ha recibido reacciones muy diversas en los blogs de tecnología.

## Desarrollo
El entorno se encuentra construido totalmente con software libre: Ruby on Rails sobre Linux/PostgreSQL/lighttpd y un montón de gemas ruby.
El 22 de agosto de 2007 fue anunciado como pública una versión de una API de los servicios Web, exponiendo los datos de Ohloh e informes para promover el desarrollo de aplicaciones de terceros.